# Marc (eau-de-vie)
Pour les articles homonymes, voir Marc.

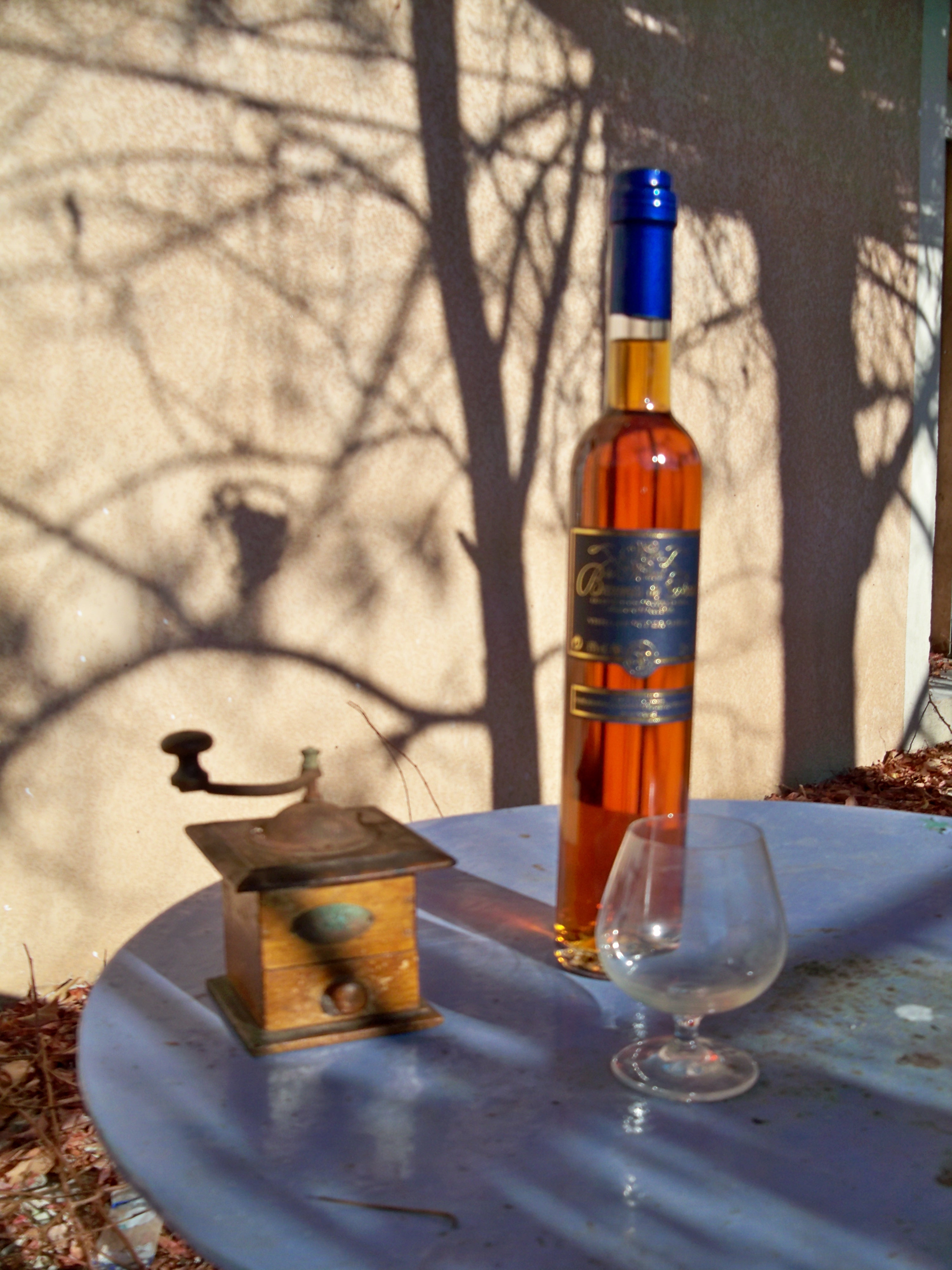
Marc de Muscat de Beaumes-de-Venise

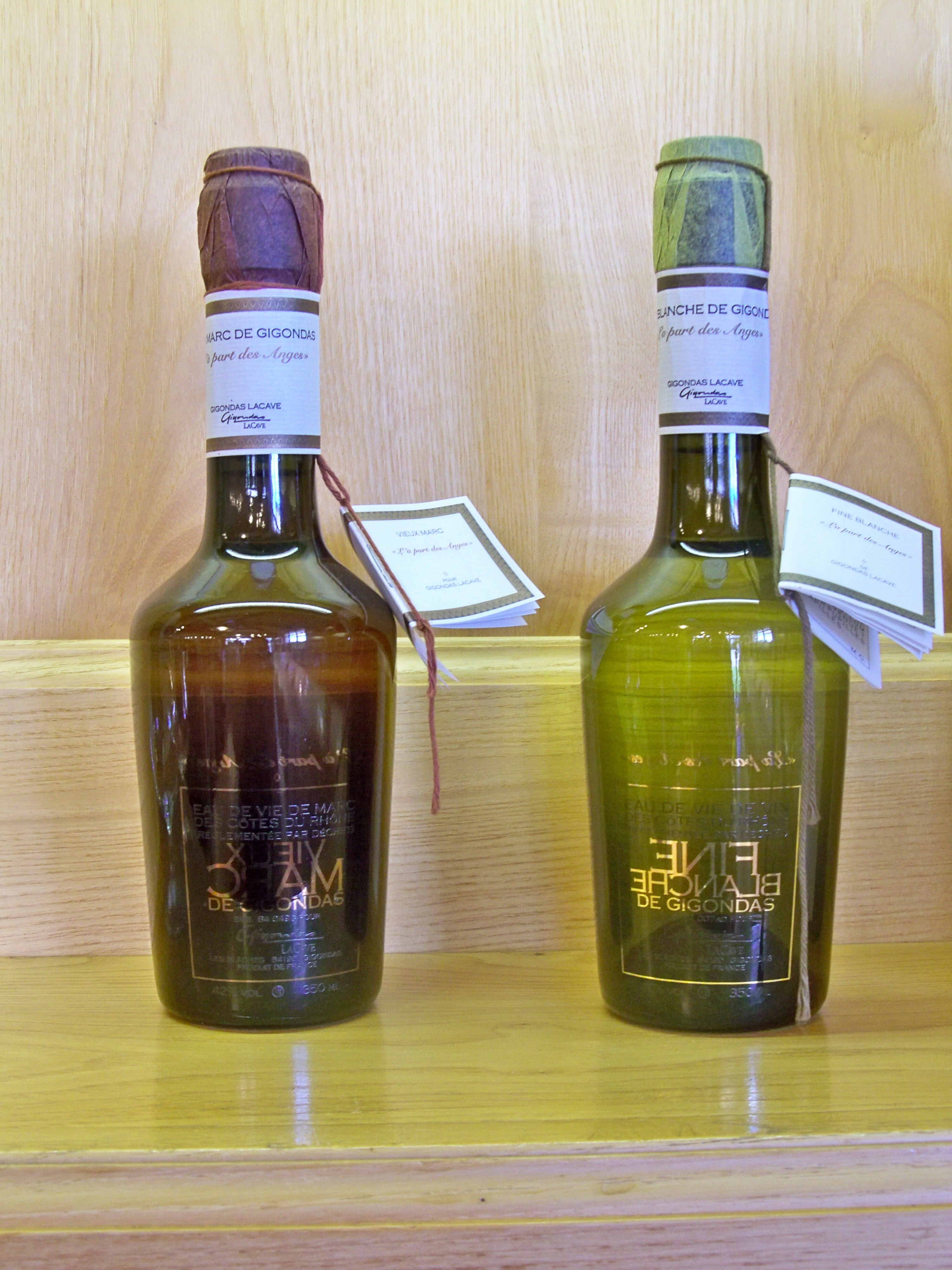
Marc et fine blanche de Gigondas

Le marc est une eau-de-vie de raisin produite dans plusieurs régions viticoles de France et de Suisse romande, par distillation du marc de raisin. Des eaux de vie similaires, portant d'autres dénominations, sont produites dans de nombreuses autres régions viticoles du monde.

## Élaboration du marc
Le marc est une eau-de-vie produite par distillation du marc de raisin. 
Le marc de raisin, lui, est issu du chapeau de marc (pellicules, pépins, rafles) qui est recueilli au terme du décuvage. C'est un sous-produit de la vinification. 

### Distillation du marc de raisin
Le marc de raisin, essentiellement issu de la vinification en vin rouge, est déshydraté par chauffage, la vapeur en résultant étant condensée. Chaque substance constitutive du marc possède un point d'ébullition différent permettant de sélectionner la matière condensée en utilisant uniquement son « cœur », c'est-à-dire les composants concentrant les arômes et l'alcool.
La distillation est doublée  double-distillation en deux chauffes ou par double-distillation en continu. Ces procédés permettent d'obtenir des eaux de vie fines en séparant les substances indésirables afin d'obtenir des « cœurs » de qualité optimum. 

### Élevage de l'eau-de-vie de marc
L'assemblage d'eaux-de-vie de marc réalisé au terme de la distillation peut être destiné à être dégusté comme tel, donnant des eaux-de-vie jeunes et fruitées (Grappa jeune, Tsípouro...). Elle peut aussi être élevée en fûts pendant quelques années en général. Il acquiert ainsi des propriétés organoleptiques qui s'ajoutent ou se substituent à celles d'origine.  La coloration varie au jaune-paille, doré, ambré, selon l'essence de bois des fûts et la durée d'élevage.

## Les marcs

### France

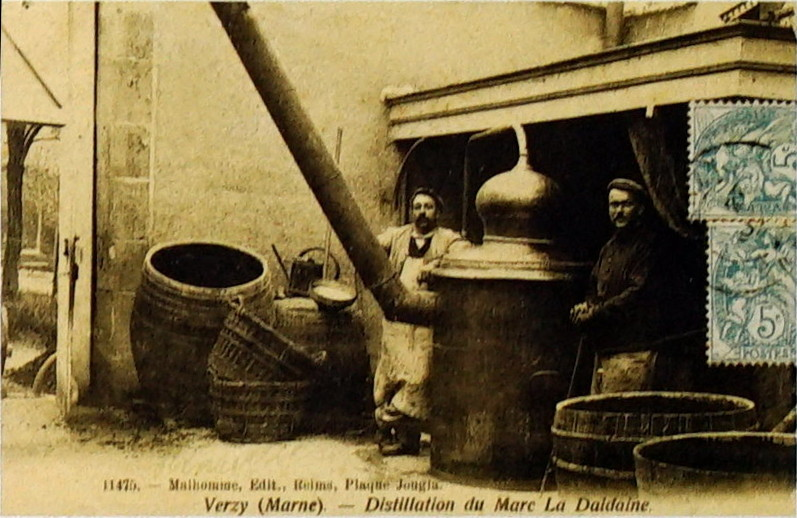
Distillation de marc en Champagne, début XXe siècle.

Le marc est fabriqué dans la plupart des régions viticoles de France.
- Marc d'Alsace, AOC depuis 2009,
- Marc d’Auvergne, IGP depuis le 22 janvier 2015[1]
- Marc de Beaujolais
- Marc de muscat de Beaumes-de-Venise
- Marc de Bourgogne AOC depuis 2011
- Marc du Bugey, IGP depuis janvier 2015[2],[3].
- Marc de Champagne
- Marc de Châteauneuf-du-Pape
- Marc de Corse
- Marc des côtes-du-rhône, AOC depuis 1948[4],[5]
- Marc de Gigondas
- Marc d'Irouléguy
- Marc du Jura
- Marc du Languedoc (Trois-six)
- Marc de Lorraine
- Marc de Provence
- Marc de Savoie, AOC depuis le 27 octobre 1967

### Monde
Dans le monde, de nombreuses régions viticoles distillent le marc de raisin pour en extraire l'alcool. Les dénominations varient selon les pays.
Seule l'eau-de-vie de marc produite en Italie et au Tessin (Suisse) peut porter l'appellation Grappa.
- Grappa
- Orujo
- Rakija
- Tchatcha
- Törkölypálinka
- Tropinovec
- Tsikoudia
- Tsipouro
- Zivania

## Utilisations du marc

### Gastronomie
Le marc est souvent dégusté en digestif, grâce notamment à ses grandes qualités gustatives et digestives[réf. nécessaire].
Un grand nombre de recettes de cuisine traditionnelle, de desserts ou de plats requièrent l'utilisation de marc.

### Liqueurs
Le marc peut être utilisé pour faire des liqueurs, en y faisant macérer des fruits, ou des plantes.

### Affinage des fromages
Certains fromages sont affinés au marc, par brossage ou lessivage, donnant souvent une coloration à leur croûte. On retrouve ainsi des AOC telles que l'Époisses, le Langres,  le Trou du cru, le Poiset, affinés au marc de Bourgogne, des types de Munster, affinés au marc de Gewurztraminer en Alsace, une tomme de Savoie au marc, etc.

### Vinification
Le marc peut être utilisé pour muter les vins.
Il est parfois utilisé à des fins pratiques pour l'action antiseptique de l'alcool, pour nettoyer des équipements vinaires comme les foudres.